# فوبوکی کاتو
فوبوکی کاتو (ژاپنی: 加藤 韻؛ زادهٔ ۱۴ نوامبر ۱۹۸۷) یک بازیکن فوتبال اهل ژاپن است.
از باشگاه‌هایی که در آن بازی کرده‌است می‌توان به باشگاه فوتبال جف یونایتد چیبا اشاره کرد.